# Hrozová
Hrozová (německy Grosse) je vesnice v okrese Bruntál, která je částí obce Rusín.

## Název
Nejstarší doklady ukazují podobu Hrozova (tj. ves), což je přivlastňovací přídavné jméno k osobnímu jménu Hróza (totožnému s obecným hróza - "děs"). Doklady Rozová (1566) a Rozova (1582) nicméně umožňují uvažovat též o odvození od osobního jména Raz (domácké podobě jmen začínajících na Rad-), na jehož začátek připojeno H- (podle jmen na Hr-) a jehož -o- by bylo nářeční (vliv polštiny). Německé jméno vzniklo z českého.

## Historie
První písemná zpráva o Hrozové je z roku 1309. Obec tehdy patřila Konrádovi z Koberna, synovi Herborda z Fulštejna, vlivného vazala olomouckého biskupa Bruna ze Schauenburka. Herbord dostal území na Osoblažsku s hradem Fulštejnem (dnes v Bohušově), které zahrnovalo také Hrozovou. Fulštejnům patřila Hrozová až do roku 1566. Hrozová sice územně spadala do Opavska, ale jako majetek Olomouckého biskupství náležela právně k Moravě. V rámci tzv. moravských enkláv byl statek Hrozová, zahrnující od 16. století i nedaleké Pelhřimovy, udělován jako léno olomouckým biskupem. V té době už bylo obyvatelstvo vesnice zcela německé. V držení léna se vystřídaly šlechtické rody Sedlničtí z Choltic, Trachové z Březího, Lvi z Rožmitálu a posledními byli Pinové z Friedentalu. Friedentalové nechali ve vsi v roce 1871 zbořit zchátralý zámek stojící na místě původní tvrze. Bohužel se nezachoval ani „zámeček ve švýcarském stylu“, postavený na místě zbořeného zámku, protože byl zlikvidován v 70. letech minulého století.
Kostel je hlavní pamětihodností vesnice. Je zasvěcen sv. archandělovi Michaelovi a je uváděn již v roce 1309, stejně jako vesnice. Areál farního kostela včetně ohradní zdi kolem přilehlého hřbitova je zapsán na seznamu nemovitých kulturních památek okresu Bruntál. Jádro kostela je raně gotická stavba z poslední třetiny 13. století, která byla během let několikrát přestavována a upravována. V roce 2011 proběhla oprava střechy a fasády, uvnitř kostela byl proveden částečný archeologický průzkum. Další památkou je socha Panny Marie s Ježíškem (Madona z Hrozové) z doby po roku 1500, která je dnes vystavena ve Slezském zemském muzeu v Opavě. V roce 2014 až 2015 byl v presbytáři kostela odkryt a restaurován soubor maleb z konce 13. století. Patří k nejstarším středověkým nástěnným malbám na území Moravskoslezského kraje a jeho kulturněhistorická hodnota je nezměrná.
Škola v Hrozové existovala již v roce 1610 a měla jednoho učitele, který současně býval varhaníkem v kostele. Bydlel ve školní budově vzadu za kostelem. Dodnes zachovaná budova byla postavena v roce 1854, dříve docházely do ní i děti z Rusína a Koberna. Zachovala se také hasičská zbrojnice z roku 1898, několik kamenných křížů, secesní fara a dvě kaple. V roce 1874 se ve vsi uplatnila první jednoduchá mlátička, první secí stroj v roce 1889 a v roce 1910 již moderní parní mlátička. Elektrifikace vesnice byla provedena v roce 1932. V roce 1934 byla pořízena motorová hasičská stříkačka. V roce 1938 byla Hrozová připojena k Německé říši.
Po těžkých bojích na Osoblažsku vstoupily dne 23. března 1945 do Hrozové jednotky Rudé armády. V důsledku tragédie 2. světové války byli němečtí obyvatelé Hrozové odsunuti z Československa. Byl mezi nimi i hrozovský rodák, pozdější profesor Mnichovské univerzity Josef Scharbert, iniciátor znovuvybudování válkou zničené kaple v blízkém Rusíně. Do Hrozové přicházejí noví obyvatelé pocházející z různých míst ČSR a v roce 1947 také volyňští Češi. Již 2. září 1946 byla zahájena výuka v obecné škole. Prvním učitelem byl Jaroslav Kavalíř. Škola byla pro nedostatek žáků uzavřena v roce 1961.
V roce 1950 byl ustanoven v obci MNV a jeho prvním předsedou se stal Josef Jandík. V témže roce byl v Hrozové uskutečněn unikátní nález antických mincí. Po druhém, opět ale neúspěšném, pokusu o provozování fungujícího JZD došlo v roce 1961 k převedení hospodářství do státních statků. Pro nedostatek pracovního uplatnění v zemědělství odchází většina obyvatel do průmyslových měst. Vesnice se vylidnila a stala se vesnicí chalupářskou.
V roce 1980 byla zřízena obec Rusín s místními částmi Hrozovou a Matějovicemi. V roce 2004 bylo založeno občanské sdružení Královský stolec. To si dalo za cíl oživení regionální historie, opravy drobných sakrálních a světských staveb, organizování výstav, koncertů a naučných výletů pro děti. Bylo iniciátorem obnovy již zapomenutého paličkování na Osoblažsku, vydání hudebního CD Varhany z Osoblažska, výroby dřevěné sochy jako nové hrozovské madony.

### Vývoj počtu obyvatel
Počet obyvatel Hrozové podle sčítání nebo jiných úředních záznamů:
| Rok            | 1869 | 1880 | 1890 | 1900 | 1910 | 1921 | 1930 | 1950 | 1961 | 1970 | 1980 | 1991 | 2001 |
| -------------- | ---- | ---- | ---- | ---- | ---- | ---- | ---- | ---- | ---- | ---- | ---- | ---- | ---- |
| Počet obyvatel | 391  | 401  | 389  | 348  | 308  | 305  | 271  | 159  | 95   | 49   | 31   | 14   | 14   |

1. ↑  z toho: 1 Čechoslováků, 258 Němců; 269 řím. kat., 2 evang.

V Hrozové je evidováno 38 adres, vesměs čísla popisná (trvalé objekty). Při sčítání lidu roku 2001 zde bylo napočteno 36 domů, z toho 9 trvale obydlených.

## Pamětihodnosti

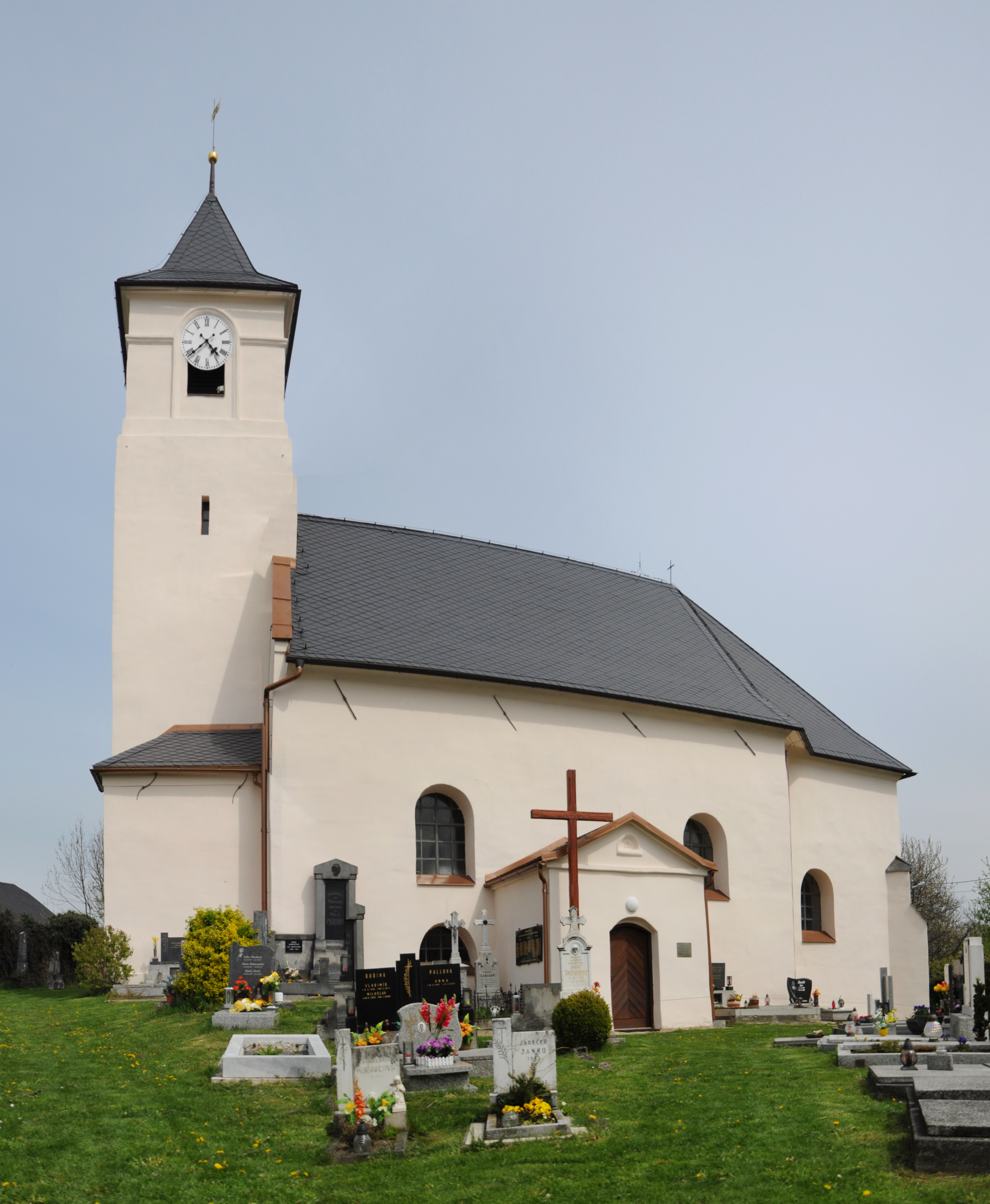
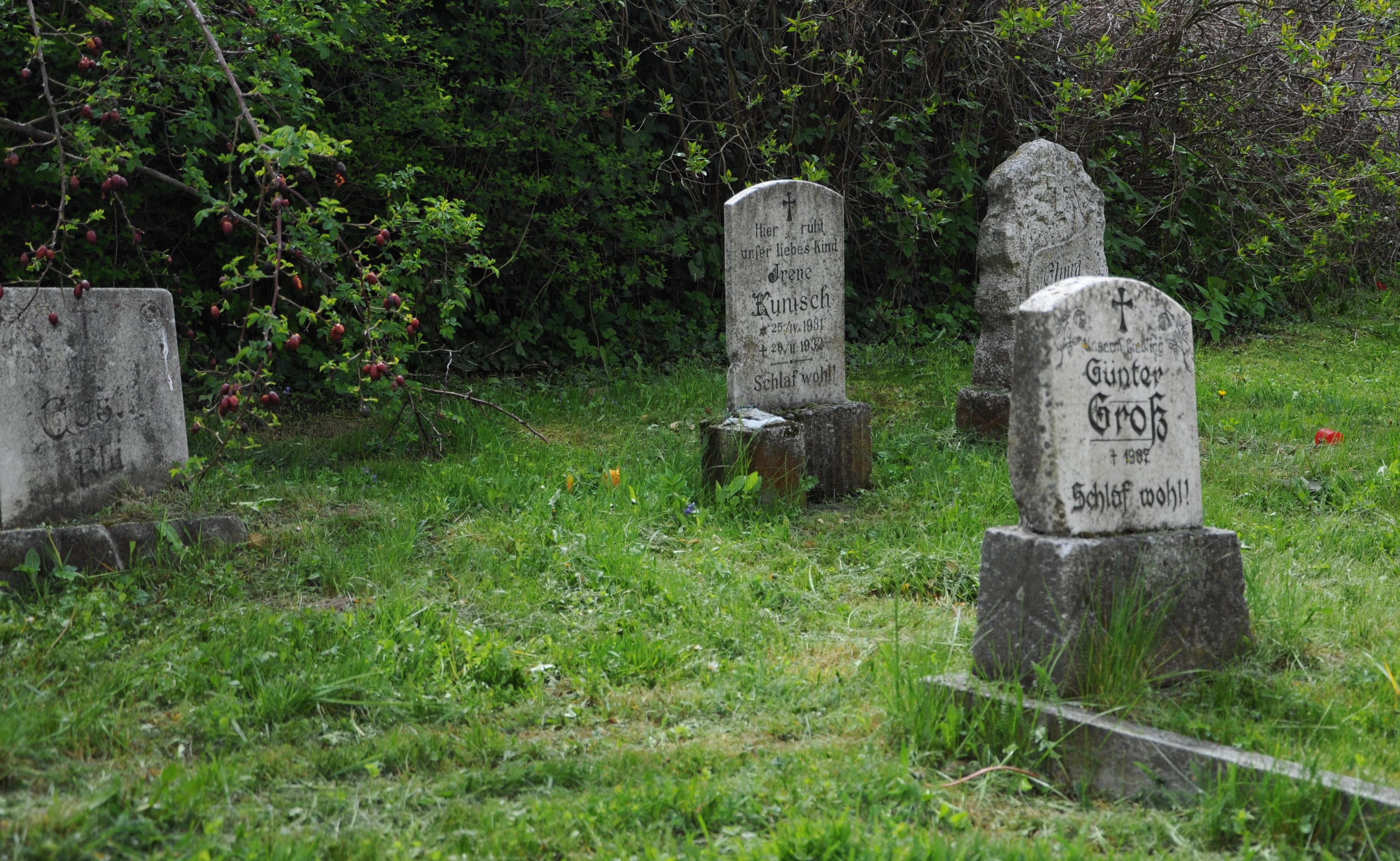
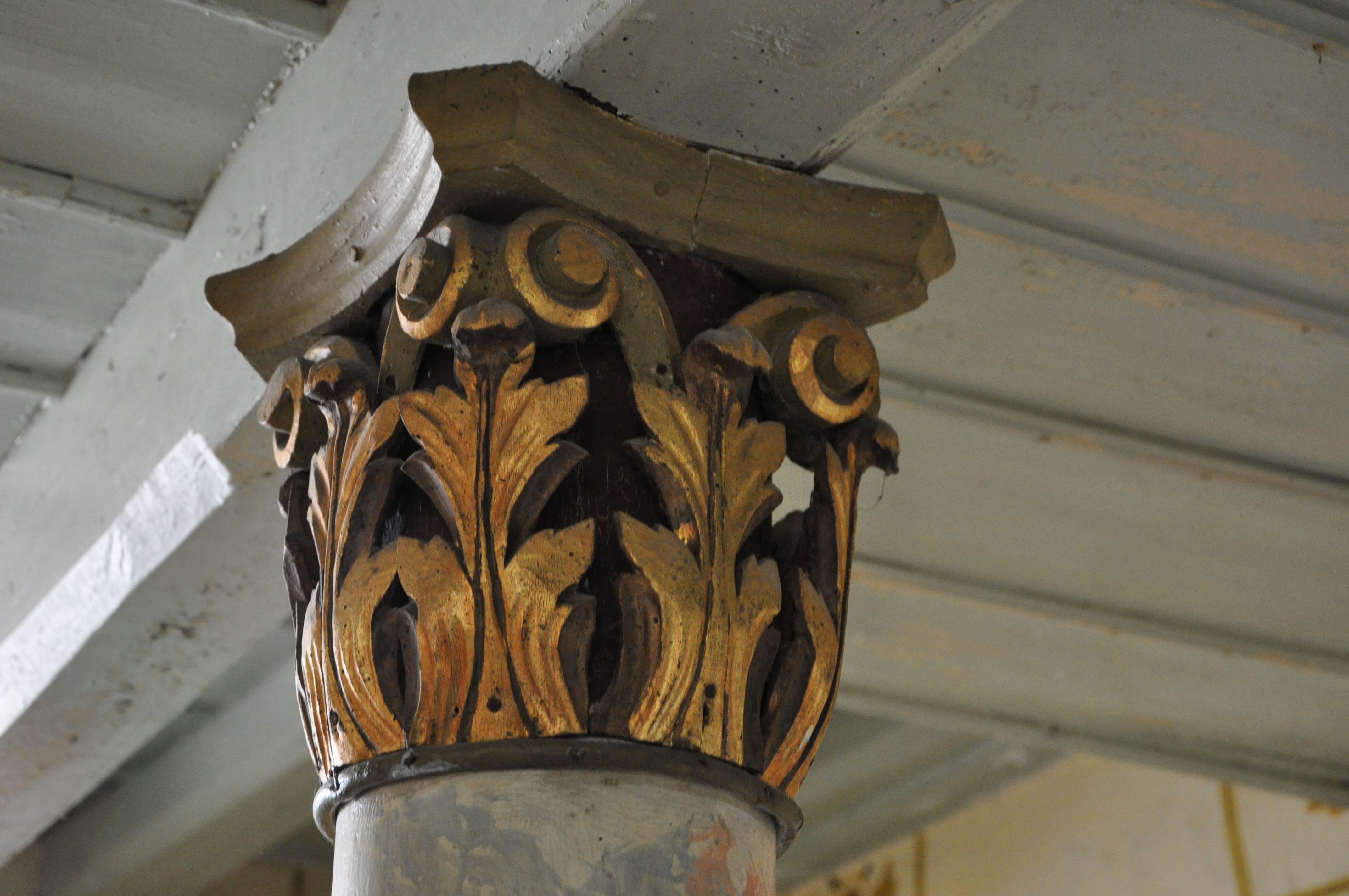
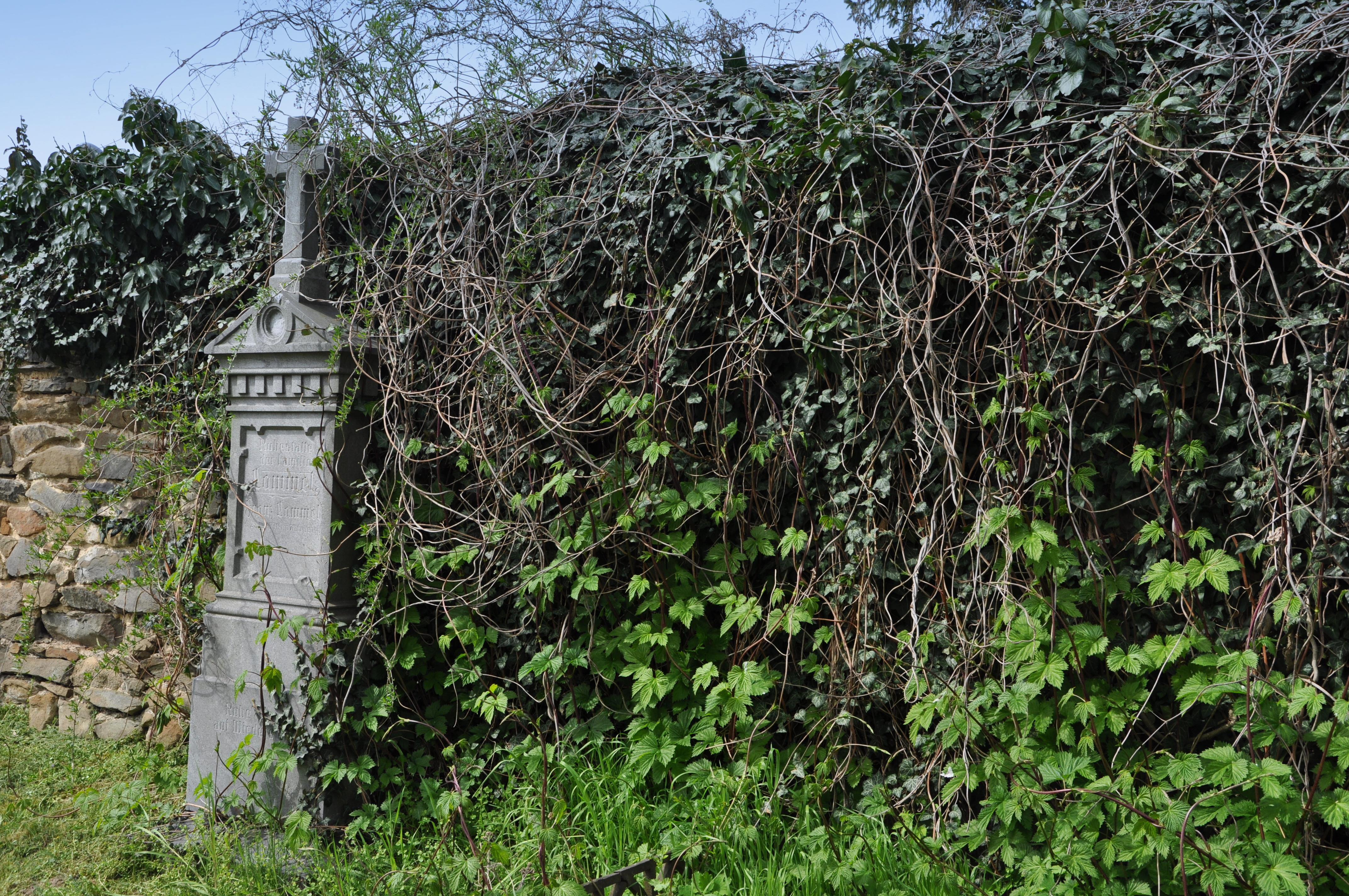

- Kostel sv. Michala